# 達爾文石斑魚
達爾文石斑魚，為輻鰭魚綱鱸形目鱸亞目鮨科的其中一種，分布於澳洲北領地海域，棲息深度約107公尺，體長可達53.5公分，棲息在大陸棚，為底棲性魚類，屬肉食性，生活習性不明。

## 擴展閱讀
維基物種上的相關：達爾文石斑魚